# Торкьяра
Торкья́ра (итал. Torchiara) — коммуна в Италии, располагается в регионе Кампания, в провинции Салерно.
Население составляет 1527 человек, плотность населения — 191 чел./км². Занимает площадь 8 км².
Почтовый индекс — 84076. Телефонный код — 0974.
Покровителем коммуны почитается Христос Спаситель. Праздник ежегодно празднуется 6 августа.